# Altınbek Saparov
Altınbek Samatulı Saparov (in kazako Алтынбек Саматұлы Сапаров?; 26 aprile 1995) è un calciatore kazako, centrocampista dell'Atyrau.